# Harry Partch

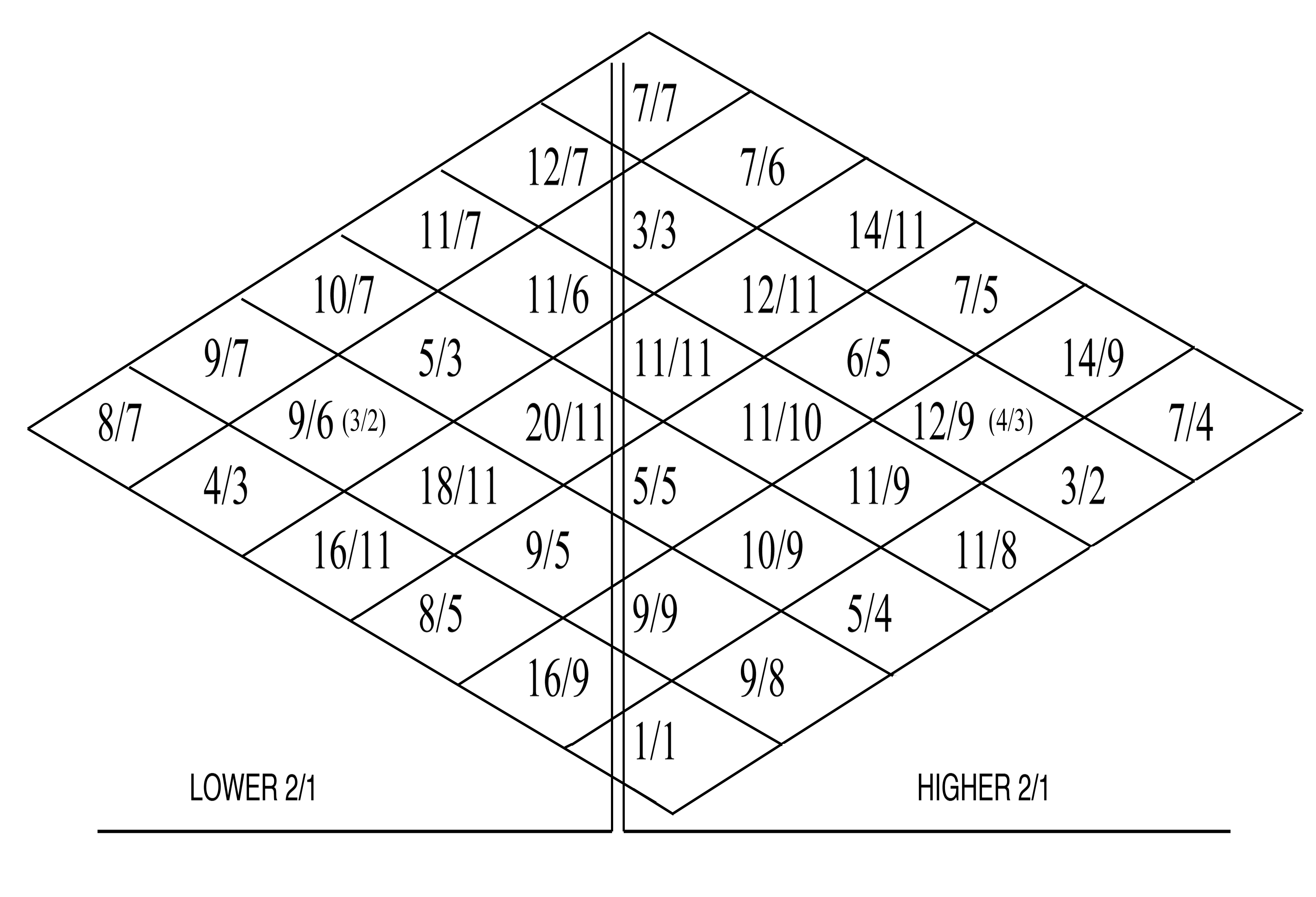
Harry Partch: Partchův diamant 2

Harry Partch (1901 – 1974) byl americký skladatel mikrotonální experimentální hudby, který vytvořil i mnoho experimentálních hudebních nástrojů.

## Partchův diamant
```
         7/4
      3/2   7/5
   5/4   6/5   7/6
1/1   1/1   1/1   1/1
   8/5   5/3   12/7
      4/3   10/7
         8/7
```

## Diskografie
- The World of Harry Partch (Columbia Masterworks MS 7207 & MQ 7207, 1969)
- Delusion of the Fury (LP Columbia Masterworks M2 30576, 1971; CD Innova 406, 2001)
- Enclosure II (early speech-music works) (Innova 401)
- Enclosure V ("On a Greek Theme") (Innova 405)
- Enclosure VI ("Delusion of the Fury") (Innova 406)
- The Seventeen Lyrics of Li Po (Tzadik, 1995). ASIN B000003YSU.
- Revelation In The Courthouse Park (Tomato Records TOM-3004, 2003)

## Doc
- Enclosure I (Innova 400, VHS)
- Enclosure IV (Innova 404, VHS) "Delusion", "Music of HP"
- Enclosure VII (Innova 407, DVD) "Delusion", "Dreamer", Bonus Album, "Revelation"
- Enclosure VIII (Innova 399, DVD)
- Musical Outsiders: An American Legacy - Harry Partch, Lou Harrison & Terry Riley